# العلاقات الإماراتية الفانواتية
العلاقات الإماراتية الفانواتية هي العلاقات الثنائية التي تجمع بين الإمارات العربية المتحدة وفانواتو.

## مقارنة بين البلدين
هذه مقارنة عامة ومرجعية للدولتين:
| وجه المقارنة                                              | الإمارات العربية المتحدة | فانواتو                                  |
| --------------------------------------------------------- | ------------------------ | ---------------------------------------- |
| المساحة (كم2)                                             | 83.60 ألف                | 12.19 ألف                                |
| عدد السكان (نسمة)                                         | 9.40 مليون               | 276.24 ألف                               |
| الكثافة السكانية (ن./كم²)                                 | 112.44                   | 22.66                                    |
| العاصمة                                                   | أبو ظبي                  | بورت فيلا                                |
| اللغة الرسمية                                             | اللغة العربية            | اللغة البسلاما، لغة فرنسية، لغة إنجليزية |
| العملة                                                    | درهم إماراتي             | فاتو فانواتي                             |
| الناتج المحلي الإجمالي (بليون دولار)                      | 382.58 مليار             | 862.88 مليون                             |
| الناتج المحلي الإجمالي (تعادل القوة الشرائية) بليون دولار | 640.72 مليار             | 790.76 مليون                             |
| الناتج المحلي الإجمالي الاسمي للفرد دولار أمريكي          | 40.44 ألف                | 2.81 ألف                                 |
| الناتج المحلي الإجمالي للفرد دولار أمريكي                 | 67.67 ألف                | 3.03 ألف                                 |
| مؤشر التنمية البشرية                                      | 0.835                    | 0.594                                    |
| رمز المكالمات الدولي                                      | +971                     | +678                                     |
| رمز الإنترنت                                              | .ae، .امارات             | .vu                                      |
| المنطقة الزمنية                                           | ت ع م+04:00              | ت ع م+11:00                              |

## منظمات دولية مشتركة
يشترك البلدان في عضوية مجموعة من المنظمات الدولية، منها:
| علم المنظمة | اسم المنظمة                        | تاريخ انضمام الإمارات العربية المتحدة | تاريخ انضمام فانواتو |
| ----------- | ---------------------------------- | ------------------------------------- | -------------------- |
|             | يونسكو                             | 20 أبريل 1972                         | 10 فبراير 1994       |
|             | مؤسسة التمويل الدولية              | 30 سبتمبر 1977                        | 28 سبتمبر 1981       |
|             | منظمة حظر الأسلحة الكيميائية       | ?                                     | ?                    |
|             | مؤسسة التنمية الدولية              | 23 ديسمبر 1981                        | 28 سبتمبر 1981       |
|             | منظمة التجارة العالمية             | ?                                     | ?                    |
|             | وكالة ضمان الاستثمار متعدد الأطراف | 20 أكتوبر 1993                        | 27 يوليو 1988        |
|             | الاتحاد البريدي العالمي            | ?                                     | ?                    |
|             | الاتحاد الدولي للاتصالات           | 27 يونيو 1972                         | 30 مارس 1988         |
|             | الأمم المتحدة                      | 9 ديسمبر 1971                         | 15 سبتمبر 1981       |
|             | البنك الدولي للإنشاء والتعمير      | 22 سبتمبر 1972                        | 28 سبتمبر 1981       |
|             | المنظمة الهيدروغرافية الدولية      | ?                                     | ?                    |

## وصلات خارجية
- موقع وزارة الخارجية الإماراتية